# .tokyo
.tokyoは、インターネットのDNSにおける東京向けのトップレベルドメイン (地理的トップレベルドメイン) である。2013年6月13日にICANNとGMOドメインレジストリは、GMOドメインレジストリが.tokyoを運営するためのレジストリ契約を締結した。
.tokyoは他のトップレベルドメインと同じく東京以外に住んでいる人でも登録可能。